# Фальки, Исидоро
Исидоро Фальки (итал. Isidoro Falchi, 26 апреля 1838, Монтополи-ин-Валь-д'арно, провинция Пиза — † 30 апреля 1914, там же) — итальянский врач и археолог-самоучка. Известный своими археологическими исследованиями в Тоскане, которые в научном мире считаются выдающимся открытием культуры этрусков.
Трудом всей жизни Фальки, с 1880 года и до его смерти, стали раскопки потерянного этрусского города Ветулонии под руинами средневекового итальянского замка «Колонна ди Буриано» в провинции Гроссето. Он также в 1897—1903 заложил фундамент археологические раскопки этрусского некрополя в Популонии.

## Значение
До Фальке археология в Италии — это было преимущественно хобби местной аристократии. Поэтому открытие Фальки поначалу воспринимались скептически и с недоверием как среди чиновничества и в итальянском обществе. Открытие Фальки доказало, что этруски имели высокую культуру, и что римская культура была не автохтонной (сама по себе), а в богатом переняла культуру этрусков. Сейчас, благодаря открытиям Фальки, в научном мире принята точка зрения, что культура этрусков является одним из трех «столпов» Античности, наряду с древнегреческой и римской.
Историки науки часто называют Фальки «итальянским Шлиманом» (открывателем Трои).

## Труды Фальки (выборочно)
- Trattenimenti populari sulla storia della Maremma. Prato 1880.
- Ricerche di Vetulonia. Prato 1881.
- Vetulonia. In: Notizie degli Scavi di Antichità, 1887.
- Vetulonia e la sua necropoli antichissima. Florenz 1891.
- Nuovi scavi nella necropoli vetuloniese. In: Notizie degli Scavi di Antichità, 1892, S. 381.
- Vetulonia solennemente giudicata a Vetulonia. Florenz 1894.